# Монте Виста (Колорадо)
Монти Виста (енгл. Monte Vista) град је у америчкој савезној држави Колорадо.

## Демографија
По попису из 2010. године број становника је 4.444, што је 85 (-1,9%) становника мање него 2000. године.
| Група             | 2000.         | 2010.         |
| Белци             | 1.815 (40,1%) | 1.608 (36,2%) |
| Афроамериканци    | 17 (0,4%)     | 17 (0,4%)     |
| Азијати           | 13 (0,3%)     | 15 (0,3%)     |
| Хиспаноамериканци | 2.636 (58,2%) | 2.726 (61,3%) |
| Укупно            | 4.529         | 4.444         |